# Gelyella
Ordre
Famille
Genre
Espèces de rang inférieur
- Gelyella droguei Rouch & Lescher-Moutoué, 1977
- Gelyella monardi Moeschler & Rouch, 1988

Gelyella est un genre de copépodes d'eau douce peu connus, dont les représentants peuvent être appelés gelyelles en français. Ils ont été trouvés dans les zones humides des régions karstiques du sud de la France et de l'ouest de la Suisse. Ce genre ne compte que deux espèces, qui constituent les seuls membres de la famille des Gelyellidae et, bien que celle-ci fût autrefois placée parmi les Harpacticoida un nouvel ordre, Gelyelloida, a été créé pour cette seule famille.

## Description
Gelyella présente possiblement une certaine néoténie, les animaux atteignant leur maturité sexuelle ressemblant toujours en partie à des juvéniles. Les adultes mesurent de 300 à 400 μm de long avec un corps presque cylindrique qui s'affine vers l'arrière. Il y a onze segments, le dernier étant aussi long que les deux précédents réunis.

## Taxinomie

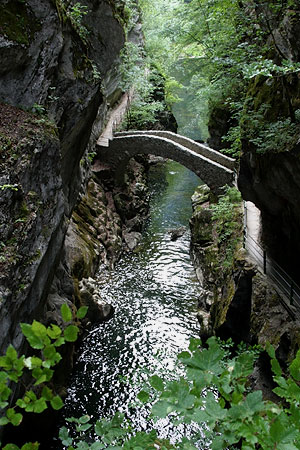
Gorges de l'Areuse, où Gelyella monardi a été découverte.

Seules deux espèces sont connues dans ce genre :
- Gelyella droguei Rouch & Lescher-Moutoué, 1977, décrite en 1977 à partir de spécimens — en particulier une femelle ayant servi d'holotype — trouvés à Saint-Gély-du-Fesc, dans l'Hérault et à 60 m de profondeur, et qui doit son nom à C. Drogue grâce à l'aide de qui l'espèce a été découverte[5],[1] ;
- Gelyella monardi Moeschler & Rouch, 1988, trouvée dans les gorges de l'Areuse, dans le Jura suisse onze ans après la première espèce, ayant eu son nom en l'hommage des cent ans de la naissance du naturaliste suisse Albert Monard[3],[1].

Ces crustacés sont dits « entourés de mystère ». À la découvert de G. droguei Rouch et Lescher-Moutoué le rapprochent à la fois des « Polyarthra » et des « Oligoarthra », les deux grands groupes de l'ordre des Harpacticoida, et lui trouvent également des ressemblance avec Cerviniella. Ils espèrent cependant que de nouvelles découvertes pourront préciser cette position, ce que ne permet pas de faire celle de G. monardi en 1988. Le taxon reste sujet à question, incertae sedis pour certains, « chaînon manquant » entre Polyarthra et Oligoarthra pour d'autres. En 1988 toujours, Huys réalise un nouvel examen du matériel et propose alors la création d'un ordre propre à ces espèces, davantage proche des Cyclopoida que des Harpacticoida.
Ces deux copépodes descendent peut-être d'un ancêtre commun marin en suivant les changements des lignes de côte durant le Miocène. Lors de cette époque, la mer Méditerranée a atteint quelques zones de la Suisse, mais la crise de salinité messinienne qui s'ensuivit a causé l'assèchement de celle-ci, laissant de simples lacs salés dans le bassin méditerranéen.

## Les gelyelles et l'homme

### Menaces et protection
G. droguei est en 2012 listé sur la Liste rouge des crustacés d'eau douce de France métropolitaine comme espèce vulnérable (« VU »). G. monardi, quant à elle, est citée dans les textes de la Confédération suisse pour illustrer que « la Suisse porte une responsabilité particulière à l’égard des espèces dont la disparition dans notre pays équivaudrait à une extinction totale ou à un risque d’extinction nettement accru au niveau planétaire », et décrite comme « espèce animale de Suisse la plus digne de protection au niveau international ».
Une autre espèce de l'ordre des Gelyelloida serait présente en Amérique du Nord, et connue d'une unique localité.

### Dans la culture
Gelyella monardi figure dans la dixième édition du livre So Sweet Zerland, recensant les « grandes icônes suisses ». Elle y est présentée comme « doyenne des Suisses » avec ses 20 millions d'années d'âge, et comme « panda helvète », en tant qu'ambassadrice de la protection de l'écosystème fragile des eaux souterraines.